# Darrin Henson
Darrin Dewitt Henson (nacido el 5 de mayo de 1972) es un coreógrafo, bailarín, actor y productor estadounidense. Hensen fue un breve miembro del grupo de música de estilo libre de la década de 1980 Trilogy y apareció en su sencillo "Good Time". Trabajó como coreógrafo para varios artistas y recibió el MTV Video Music Award 2000 a la Mejor Coreografía por "Bye Bye Bye" de NSYNC.
Henson hizo su debut como actor protagonizando a Lem Van Adams en la serie dramática de Showtime, Soul Food (2000-2004), por la que recibió dos nominaciones a los Premios de Imagen de la NAACP. Más tarde apareció en películas The Salon (2005), Stomp the Yard (2007), The Express: The Ernie Davis Story (2008), Tekken (2009), Black Coffee (2014) y Chocolate City (2015). En 2018 comenzó a interpretar a Orlando Duncan en la serie de drama criminal de BET+, The Family Business.

## Vida y carrera
Henson nació en el Bronx, Nueva York. Asistió a Prep for Prep, una organización sin fines de lucro cuya visión es preparar a los mejores estudiantes de minorías de la ciudad de Nueva York para el éxito en la educación y en la vida. Hensen fue un breve miembro del grupo de música de estilo libre de la década de 1980 Trilogy y apareció en su sencillo "Good Time". Ha coreografiado vídeos musicales y conciertos para artistas musicales tan populares como New Kids on the Block, Jordan Knight, Britney Spears, Backstreet Boys, Hi-Five, 98 Degrees, NSYNC y The Spice Girls. Es el ganador del premio MTV Video Music de 2000 a la mejor coreografía por "Bye Bye Bye" de NSYNC. Henson también es conocido por su vídeo de danza instructiva Darrin's Dance Grooves (que fue muy comercializado en 2001 y 2002),
Como actor, Henson debutó en Broadway apareciendo en la obra de teatro de Ron Link Stand-up Tragedy en 1990, y más tarde interpretado en off-Broadway de David E. La obra de Talbert, la tela de un hombre. Hizo su debut en televisión apareciendo como bailarín en la película dramática para televisión de 1999 Double Platinum protagonizada por Diana Ross y Brandy. En 2000 fue elegido como Lem Van Adams, uno de los personajes principales de la serie dramática de Showtime, Soul Food, el drama más antiguo en ese momento con un elenco predominantemente afroamericano en la historia de la televisión. Henson fue nominado dos veces para el Premio de Imagen de la NAACP al Mejor Actor de Reparto en una Serie Dramática, en 2004 y 2005, por su interpretación como el joven esposo y padre que lucha en esta serie. La serie terminó en 2004.
Después de Soul Food, Henson pasó al cine, protagonizando junto a Vivica A. Fox en la comedia dramática de 2005 The Salon. En 2007 apareció junto a Queen Latifah en la película dramática Life Support, que se estrenó en el Festival de Cine de Sundance de 2007, y protagonizó el drama de baile Stomp the Yard. La película recibió críticas mixtas de los críticos, pero recaudó 75 millones de dólares en todo el mundo. En 2008, Henson interpretó al jugador de fútbol Jim Brown en la película deportiva The Express: The Ernie Davis Story. En 2009 protagonizó la bomba de taquilla de ciencia ficción Tekken. Henson más tarde coprotagonizó las películas Blood Done Sign My Name (2010), The Inheritance (2011) y The Last Fall (2012). En 2011, Henson protagonizó el debut de Gospel Music Channel de la obra de teatro de John Ruffin The Ideal Husband, que también está protagonizada por Jackée Harry, Ginuwine, Clifton Powell, Shirley Murdock, Shanti Lowry y Erica Hubbard. Más tarde fue estrella invitada en Single Ladies y Being Mary Jane.
En 2014, Henson interpretó el papel principal en la película de comedia romántica, Black Coffee. En 2015 protagonizó la película de comedia dramática Chocolate City. Más tarde repitió su papel en sus secuelas, Chocolate City: Vegas Strip (2017) y Chocolate City 3: Live Tour (2021). También apareció en otras películas en años posteriores, la notable comedia romántica sudafricana Zulu Wedding (2019), por la que recibió una nominación para un Premio de la Academia de Cine de África al Mejor Actor en un Papel Principal en la 16a Academia de Cine de África. En 2018, Henson comenzó a protagonizar la serie de drama criminal de BET, The Family Business, interpretando el papel de Orlando Duncan. También fue entrevistado por la directora Maria Soccor para el documental Freestyle Music: The Legacy en 2022.

## Filmografía

### Películas
- 2001 Longshot
- 2005 The Salon
- 2005 La tela de un hombre
- 2006 The Last Stand
- 2007 Stomp the Yard
- 2007 April Fools
- 2008 El ajetreo
- 2008 Es difícil encontrar a un buen hombre
- 2008 The Express: The Ernie Davis Story
- 2009 Tekken
- 2010 Sangre hecha, firma mi nombre
- 2010 Besa a la novia
- 2011 La herencia
- 2012 Las Crónicas del Matrimonio
- 2012 La última caída
- 2012 La gran división
- 2013 El hotel
- 2013 Cuatro de corazones
- 2013 La última carta
- 2013 Hermanos de la fraternidad
- 2014 Café negro
- 2014 Después
- 2015 Ex-libre
- 2015 Ciudad del Chocolate
- 2015 Lo que el amor te hará hacer
- 2015 Una Navidad para recordar
- 2015 Hijos 2 la tumba
- 2016 Llanto silencioso en voz alta
- 2016 Las grandes vacaciones de Pee-Wee
- 2016 Chica mala
- 2017 Boda Zulú
- 2017 Ciudad del Chocolate: Strip de Las Vegas
- 2017 Sándido
- 2018 Los productos del gueto americano
- 2018 El director del coro
- 2018 Nada como el Día de Acción de Gracias
- 2018 Cuidados intensivos
- 2018 Es una cita
- 2018 Pervertido
- 2019 El último astronauta
- 2019 Presentación
- 2019 Asesino por etapas
- 2020 Felicidad
- 2022 Hijos 2 la tumba
- 2022 Chocolate City 3: Gira en vivo
- 2023 Hija Prohibida
- 2023 Hasta que la muerte nos
- 2024 Desove
- 2024 Oferta por el amor 2

### Televisión
- 1999 Doble platino
- 2000-04 Comida del alma
- 2007 Soporte Vital
- 2007-08 Alturas de Lincoln
- 2010 Gillian en Georgia
- 2011 Mujeres solteras
- 2011 Champion Road la serie
- 2011 El marido ideal
- 2011 Leche y miel
- 2013 Mientras tan tan
- 2014 Ser Mary Jane
- 2017 La magia negra de Vivica
- 2018 Los Vengadores de las Ilusiones Extremas
- 2018-presente El negocio familiar
- 2020 Retroceso al amor
- 2020-2024 Doble Cruz
- 2022 Tengo una historia que contar

## Premios
- 2000 MTV Video Music Awards
- 2004 Premios de imagen de la NAACP
- 2005 Premios de imagen de la NAACP
- 2019/20 Premio de alto mantenimiento